# Charles Lewis (Journalist)

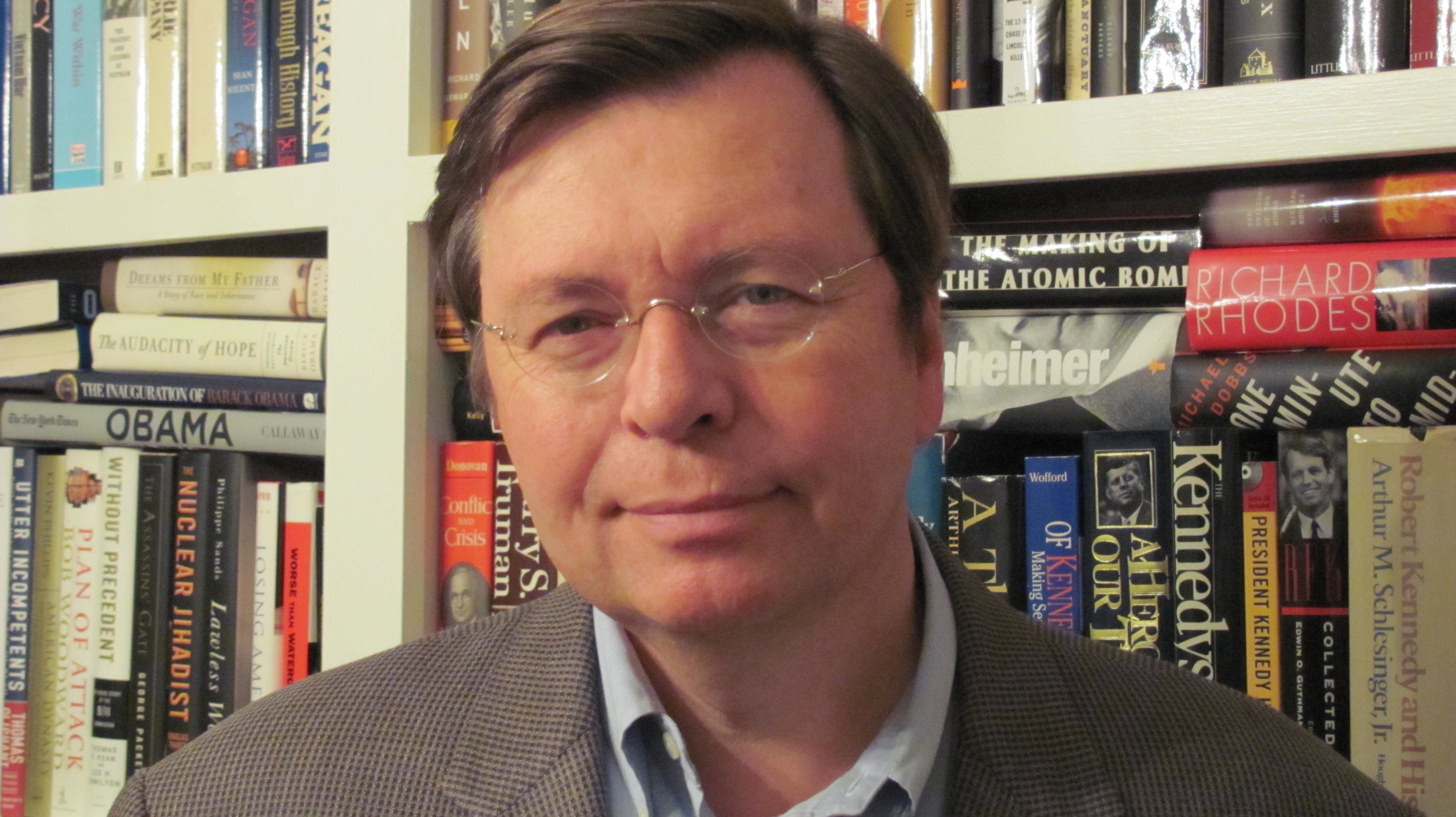
Charles Lewis (2010)

Charles Lewis (* 30. Oktober 1953) ist ein US-amerikanischer Journalist. Lewis gründete 1989 das Center for Public Integrity. Er verließ einen gut bezahlten Job bei dem investigativem Fernsehmagazin 60 Minutes beim Nachrichtensender CBS, weil die wichtigsten Themen nicht gesendet würden. 2005 gründete Lewis Global Integrity, eine unabhängige Organisation, die Korruption auf der gesamten Welt untersucht. Lewis und das Center for Public Integrity (CPI) wurde einer breiten Öffentlichkeit im April 2013 durch die Offshore-Leaks bekannt. Das am CPI angesiedelte International Consortium of Investigative Journalists berichtete mit dieser Enthüllung über die massenhafte Verschleierung von Vermögen in Steueroasen und Offshore-Finanzplätzen.

## Wissenschaftliche Tätigkeit
Lewis war Ferris Professor an der Princeton University im Jahr 2005, ein Shorenstein Fellow an der Harvard University im Frühjahr 2006 und ist Professor für Journalismus an der American University in Washington.

## Auszeichnungen
Lewis erhielt 1998 eine MacArthur Fellowship. Der P.E.N.-Club USA zeichnete Lewis 2004 mit seinem First-Amendment-Award aus, weil er eine Individuum sei, das außergewöhnlichen Mut bewiesen darin habe, die Meinungsfreiheit in den USA zu verteidigen und dabei ein selbstloses Bekenntnis zu den Rechten, die das First Amendment bietet, gezeigt habe.